# Caprice
Caprice — российская музыкальная группа, отличающаяся своим акустическим звучанием (использование арфы, скрипки, флейты и др.) с добавлением электроники. Всю музыку пишет композитор Антон Брежестовский. Музыканты Caprice также участвуют в различных российских оркестрах, таких как оркестр Большого театра, Государственная академическая симфоническая капелла России, Государственный симфонический оркестр «Новая Россия». Группа получила известность благодаря своей эльфийской трилогии «Elvenmusic», давшей название и их стилю музыки.

## История
Группа Caprice была создана в 1996 году. В том же году специально приглашённым петербургским звукорежиссёром Вадимом «Дессом» Сергеевым был записан дебютный альбом «Зеркало». Регулярные выступления начались с ноября 1998 года. В период с 1998 по 2005 годы группа создала музыкальный стиль, получивший название «музыка эльфов», записав «Эльфийскую трилогию» (Elvenmusic (2001), The Evening of Iluvatar’s Children (2003) и Tales of the Uninvited (2005)).
Большое место в творчестве группы занимают композиции на стихи британских поэтов, таких как Уильям Блейк, Роберт Бёрнс, Перси Шелли, Альфред Теннисон, Оскар Уайлд и др. Эта тематика получила отражение в трёх альбомах: Songs of Innocence and Experience (2002), Sister Simplicity (2004) и Kywitt! Kywitt! (2008). 
В 2009 году группа издала медитативный альбом Six Secret Words.
В 2012 и 2014 году вышла дилогия Girdenwodan – стилистическое продолжение Elvenmusic.
В 2024 году, после десятилетнего молчания, группа выпустила альбом на стихи Федерико Гарсии Лорки "Amargo". Это был первый самостоятельно выпущенный альбом группы; до этого же все работы Caprice выпускал лейбл Prikosnovenie.

## Стиль «Elvenmusic» («Музыка эльфов»)
«Музыка эльфов» характеризуется тем, что у неё более сложный музыкальный размер, чем в «человеческой музыке»[прояснить] (в основном 5/4 или 7/4), непрерывные равномерные ритмические фигурации арфы и пиццикато низких струнных в басу. Гармония музыки эльфов характеризуется тем, что характерная для классической гармонии мажорная доминанта заменяется в ней минорной или же вместо неё звучит субдоминанта. Для музыки эльфов характерны довольно строго установленные гармонические последовательности и иногда присущая только ей особая ладовость. Мелодия музыки эльфов обычно сложна из-за музыкального размера и своей полифоничности — это, скорее, несколько мелодий, исполняемые несколькими инструментами одновременно.[обтекаемое выражение]

## Язык Laoris
Для вокального исполнения музыки эльфов композитором и лингвистом Антоном Брежестовским был создан язык эльфов Laoris с собственным словарём, грамматикой и письменностью.
Laoris используется в 9 из 12 композиций на альбоме Tales of the Uninvited и в двух композициях из балета The Seasons.

## Состав
- Инна Брежестовская — вокал
- Александра Корзина — скрипка
- Татьяна Струнина — арфа
- Владимир Бобовников — флейта
- Антон Кончаков — кларнет, бас-кларнет
- Алексей Бажалкин — фагот
- Алексей Толстов — виолончель
- Антон Брежестовский — клавишные, музыка

## Дискография
- 1996 — Зеркало
- 2001 — Elvenmusic
- 2002 — Songs of Innocence and Experience
- 2003 — The Evening of Iluvatar’s Children (Elvenmusic 2)
- 2004 — Sister Simplicity
- 2004 – Northern Lights (EP)
- 2005 — Tales of the Uninvited (Elvenmusic 3)
- 2006 — Зеркало, переиздание
- 2007 — Kywitt! Kywitt!
- 2008 — Viola Floralis (сюита на сборнике La Nuit des Fees 2)
- 2008 — Dvar vs Caprice - Gnomes Against Elfs (сплит-альбом с группой Dvar)
- 2009 — Six Secret Words
- 2010 — Think Caprice
- 2010 — Маскарад
- 2012 — Girdenwodan Part I
- 2014 — Girdenwodan Part II
- 2024 – Amargo

### Неизданные работы
- «Ангел с трубой» (режиссёр — Shusei Nishi, Japan) (1999), художественный фильм
- «Молитва» (режиссёр — Kwon Ji Young, Korea) (2000), художественный фильм
- «Архитектор» (мини-опера по Д. Хармсу) (2000), исполнялась на концертах
- Квартет «Четыре стихотворения Даниила Андреева» (2000), исполнялся на концертах
- Виолончельная соната (2002), исполнялась на концерте
- «Сказки Братьев Гримм» (2003), (режиссёр Иван Орлов, радиопостановка)
- «The Seasons» (2004), балет (исключительные права Santa Park, Ltd, Finland)
- «The Faerie Queen» (2006), балет
- «Destination Arundo» (2006) для гобоя, виолончели и электроники, cовместно с Денисом Освером

## Награды
- Альбом «The Evening of Iluvatar’s Children» признан французским журналом Elegy лучшим в жанре fantasy по итогам 2003 года.[источник не указан 4701 день]